# Istämi
Istämi Yabgu (o Dizabul o Ishtemi Sir Yabghu Khagan; ... – 576) è stato un condottiero e sovrano turco, governatore della parte occidentale del Khaganato göktürk, che divenne il Khaganato turco occidentale e dominò i Sogdiani.
Fu lo yabgu (vassallo) di suo fratello Bumin Qaghan nel 553. Fu postumamente designato come khagan nelle fonti turche. Suo figlio era Tardu.

## Biografia
Durante il suo governo Istämi stabilì relazioni diplomatiche con gli Imperi persiano e bizantino, sconfisse gli Unni bianchi (o Eftaliti) e funse da uomo politico anziano durante la disintegrazione della metà orientale dell'impero. Sappiamo molto di lui dalle missioni diplomatiche dell'Impero bizantino.
Poco dopo l'introduzione delle uova del baco da seta nell'Impero bizantino dalla Cina da parte di monaci nestoriani, lo storico bizantino del VI secolo scrive di come i Sogdiani tentassero di stabilire un commercio diretto di seta cinese con l'Impero bizantino. Dopo aver formato un'alleanza con il sovrano sasanide Cosroe I per sconfiggere l'Impero eftalita, Istämi fu avvicinato dai mercanti sogdiani che chiedevano il permesso di ottenere un'udienza con il re dei re sasanide per il privilegio di viaggiare attraverso i territori persiani al fine di commerciare con i Bizantini. Istämi rifiutò la prima richiesta, ma quando sanzionò la seconda e fece recapitare l'ambasciata sogdiana al re sasanide, quast'ultimo fece avvelenare a morte i membri dell'ambasciata. Maniah, un diplomatico sogdiano, convinse Istämi a mandare un'ambasciata direttamente alla capitale bizantina Costantinopoli, che arrivò nel 568 e offrì non solo seta come dono per il sovrano bizantino Giustino II, ma propose anche un'alleanza contro la Persia sasanide. Giustino II accettò e mandò un'ambasciata al Khaganato turco, assicurando il commercio diretto di seta desiderato dai Sogdiani.
Come fratello di Bumin governò la regione estremo-occidentale del loro khanateo. Suo figlio era Tardu. Come yabgu, era autonomo ed esercitava di fatto il potere sovrano, pur riconoscendo ufficialmente l'autorità del khagan. Dopo la morte di Khushu dispose la divisione del territorio in tre regni, orientale, centrale ed occidentale, e li distribuì rispettivamente tra i nipoti Jotan, Arslan e Shetu.

## Eredità
İstemi e İstemihan sono nomi propri turchi che ne onorano la memoria.